# Эзана
Эзана (Геэз ዔዛና ʿĒzānā, невокализованный: ዐዘነ ʿzn; ум. не позже 375 г.) — царь Аксума, охватывавшего территорию нынешних Тыграя, северной Эфиопии, Эритреи, Йемена. Сам Эзана титуловал себя «царём Сабы и Салхена, Химьяра и Зу Райдана». Согласно традиции, Эзана унаследовал трон отца Элла Амиды (Узаны), ещё в детском возрасте, поэтому регентом была его мать Софья.

## Биография
Вступил на престол около 325 года. В годы царствования Эзаны Аксум достиг значительного политического, экономического и культурного преуспевания. При Эзане, который сам, будучи язычником, позже крестился, в Аксуме распространяется христианство. Проводилась успешная внешняя политика — аксумиты утвердились на побережье Южной Аравии и вновь подчинили царства Геэз и Мероэ, а также племена беджа (бега). При Эзане появляется литература на языке геэз, проводится реформа письменности — устанавливается обозначение гласных. С именем Эзаны связывается возведение в Аксуме первого храма Святой Марии Сионской.
Эзана назначил своего наставника в детстве — сирийского христианина Фрументия — главой Эфиопской церкви. Сохранившееся письмо римского императора Констанция II адресовано Эзане и его брату Сеазане и требует отправить Фрументия в Александрию для проверки его доктринальных ошибок. Предполагается, что Эзана либо отказался удовлетворить это требование, либо проигнорировал его.

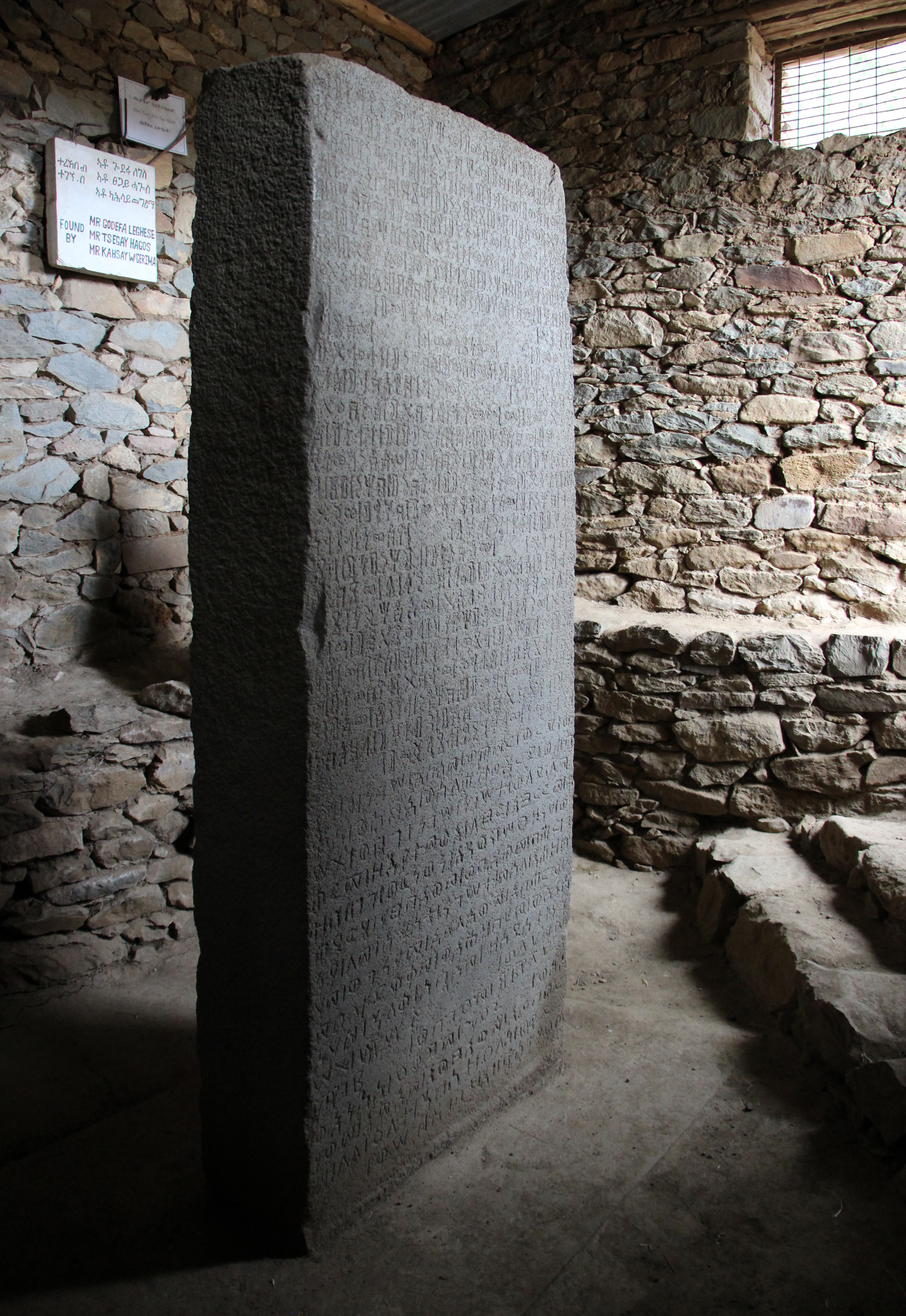
Надпись Эзаны на греческом языке, описывающая покорение им соседних народов

Эзана также провёл ряд военных походов, описанных в оставленных им надписях. Две надписи на языке геэз были найдены в Мероэ, которые считаются доказательством проведения военной кампании в IV веке, во время правления либо Эзаны, либо какого-то его предшественника, например, Усанаса. Одни исследователи истолковывают эти надписи как доказательство уничтожения аксумитами царства Куш, другие отмечают, что археологические свидетельства указывают на экономический и политический упадок в Мероэ около 300 года.
На некоторых отчеканенных в его правление монетах указан девиз на греческом языке греч. «TOYTOAPECHTHXWPA» («Пусть это угодит народу»). Исследователи отмечают, что этот девиз является «довольно привлекательной особенностью аксумских монет, передавая чувство царской озабоченности и ответственности в отношении устремлений и довольства народа». Ряд отчеканенных монет с его именем был обнаружен в конце 1990-х годов на археологических раскопках в Индии, указывая на наличие торговых связей с этой страной. Характерной чертой монет является переход от языческого мотива с солнцем и луной к рисунку с изображением креста. Также Эзане приписывается возведение ряда сооружений и обелисков.
Эзана не определён в Списках царей, даже несмотря на наличие монет, на которых указано его имя. По существующей традиции, во время принятия христианства в Эфиопии правили императоры Абреха и Асбеха. Может быть так, что эти имена были затем перенесены на Эзану и его брата, либо это были имена, данные им при крещении.
Эфиопская православная церковь считает Эзану вместе с его братом Сеазаной святыми, а их день празднуется 1 октября.